# す
す en hiragana ou ス en katakana sont deux kanas, caractères japonais qui représentent la même more. Ils sont prononcés /sɯ/ et occupent la 13e place de leur syllabaire respectif, entre し et せ.

## Origine
L'hiragana す et le katakana ス proviennent, via les man'yōgana, des kanjis 寸 et 須, respectivement.

## Diacritiques
す et ス peuvent être diacrités pour former ず et ズ et représenter le son /zɯ/.

## Romanisation
Selon les systèmes de romanisation Hepburn, Kunrei et Nihon, す et ス se romanisent en « su » et ず et ズ en « zu ».

## Tracé
L'hiragana す s'écrit en deux traits.

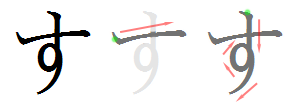
Ordre des traits pour す

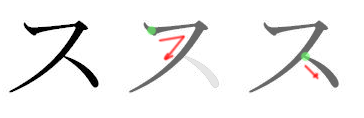
Ordre des traits pour ス

1. Trait horizontal, de gauche à droite.
2. Trait vertical, coupant le premier en son milieu, formant une petite boucle sur la gauche à mi-chemin puis s'incurvant sur la gauche en fin de tracé.

Le katakana ス s'écrit en deux traits.
1. Trait horizontal, de gauche à droite, puis trait diagonal, légèrement incurvé, tracé de haut en bas et de droite à gauche.
2. Trait diagonal de gauche à droite tracé à partir du milieu de la diagonale du trait précédent.

## Représentation informatique
- Unicode[1],[2] :
  - す : U+3059
  - ス : U+30B9
  - ず : U+305A
  - ズ : U+30BA